# جعفر بن محمد الشيباني
جعفر بن محمد بن ورقاء الشيباني (292هـ/905م - 352هـ/963م) ويُشار إليه بابن الورقاء، وهو كاتب وشاعر عاش في العصر العباسي.

## سيرته
ولِدَ جعفر بن محمد بن ورقاء في مدينة سامراء، وكانت ولادته في سنة 292هـ، وأبوه أبو جعفر محمد بن ورقاء كان قائداً عسكرياً. تولَّى جعفر عدد من الولايات في خلافة المقتدر بالله، وكان مُقرَّباً من سيف الدولة الحمداني، وبينهما مكاتبات ودية شعراً ونثراً. تناول جعفر في شعره الرثاء والعتاب والوصف والنسيب، وتُوفِّي في شهر رمضان من عام 352هـ.